# Die drei Eidgenossen

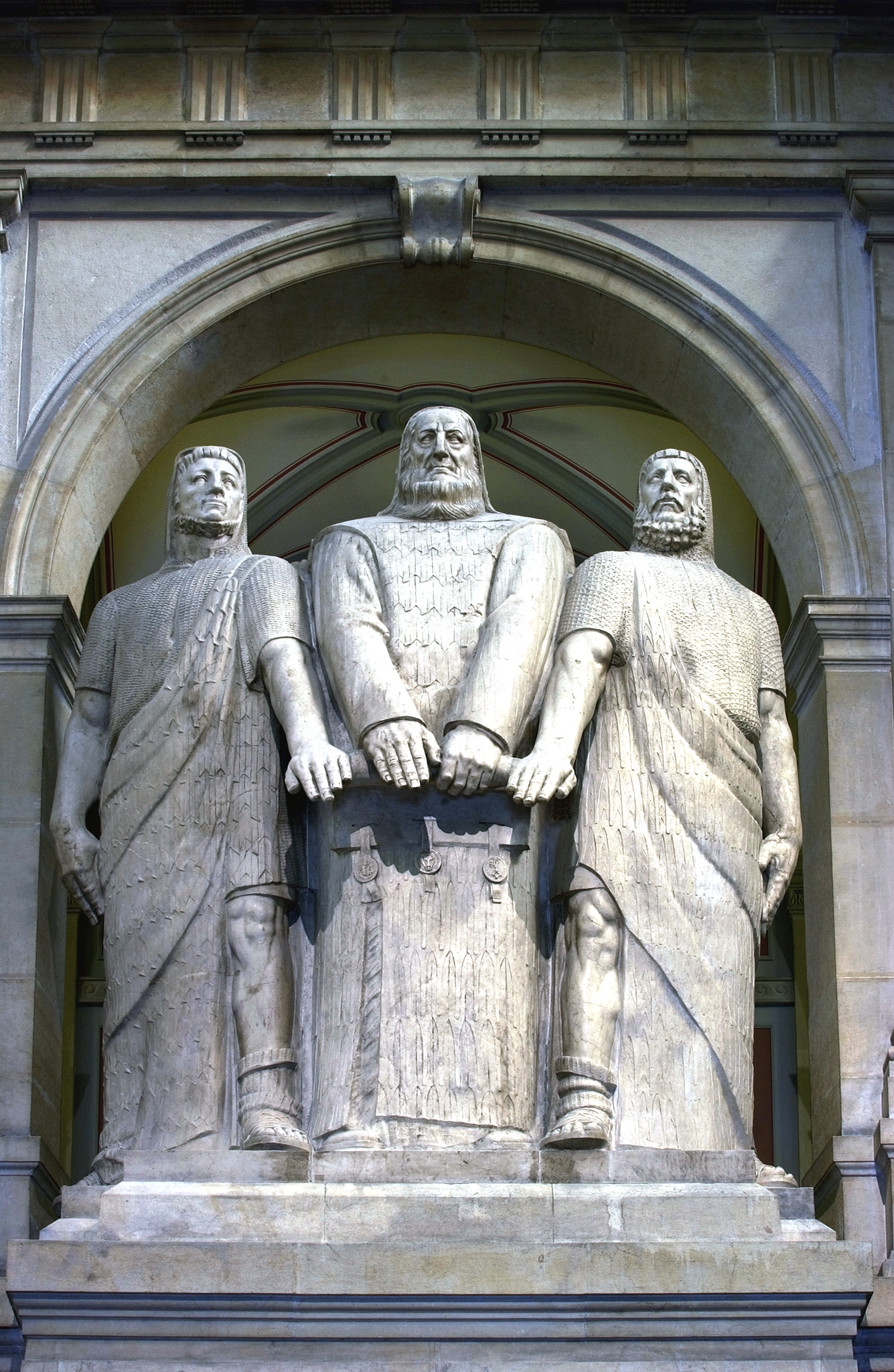
Die drei Eidgenossen

Die drei Eidgenossen ist der Name einer Statuengruppe von James Vibert (eine weitere Bezeichnung lautet Rütligruppe). Sie steht in Bern und bildet den Mittelpunkt der Kuppelhalle des Bundeshauses. Die Plastik wurde 1914 enthüllt, nachdem künstlerische Meinungsverschiedenheiten eine zwölfjährige Verzögerung verursacht hatten.

## Beschreibung
Von einem Bogen eingerahmt stehen auf einem Sockel Werner Stauffacher, Walter Fürst und Arnold von Melchtal. Diese Männer sollen gemäss der Gründungslegende  mit dem Rütlischwur die Eidgenossenschaft begründet haben. Mit ernster Miene halten sie je eine ausgestreckte Hand auf den Bundesbrief, der von Walter Fürst in seiner Linken gehalten wird. Auf dem eingerollten Dokument sind die Siegel der Drei Waldstätten sichtbar. Die Figuren sind von abstrakter Gestalt, streng symmetrisch und blockhaft ausgeführt. Vibert wich von der bisher üblichen Rütlischwur-Gestik mit erhobenen Schwurhänden ab, damit aus verschiedenen Blickwinkeln keine Figur die andere abdeckt.
Das Gewicht der Figuren beträgt zusammen 24 Tonnen. Gefertigt ist die Natursteinplastik aus dem Kalkstein Botticino mit cremefarbenen Ton, der aus Botticino in der Nähe von Brescia stammt. Es handelt sich um eine der wenigen Gesteinssorten ausländischer Herkunft, die im Bundeshaus verarbeitet worden sind (ansonsten herrscht fast ausschliesslich Schweizer Baumaterial vor). Das Gebälk, die Säulen der Umrahmung und der Hauptsockel unter der Plastik sind aus einem ähnlichen gelblichen Jurakalkstein, der bei Laufen abgebaut wurde. Von besonderer dekorativer Wirkung ist der abgetreppte Sockel an der Basis der Figurengruppe aus einem seltenen dunkelroten Kalkstein mit weissen Adern aus der Gegend bei Yvorne, der sich seitlich mit Stücken aus Marbre d’Arvel von Villeneuve fortsetzt. Der ornamental gestaltete Fussboden vor der Rütligruppe aus der rotbraun-gelbliche Kalkbrekzie Rouge Jaspé und ihrer grauen Varietät Gris de Roche von einem Steinbruch bei Roche, mit italienischem Carrara-Marmor und Petit Granit aus Belgien ist eine Arbeit der historisch bedeutsamen Marbrerie Doret & Dentan aus Vevey.
Auf den Treppenpfosten davor stehen weitere Statuen von James Vibert: Die vier Landsknechte aus Bronze (1901) bilden eine Ehrenwache für die drei Eidgenossen und wurden später auch als Repräsentanten der vier Landessprachen verstanden.

## Entstehungsgeschichte

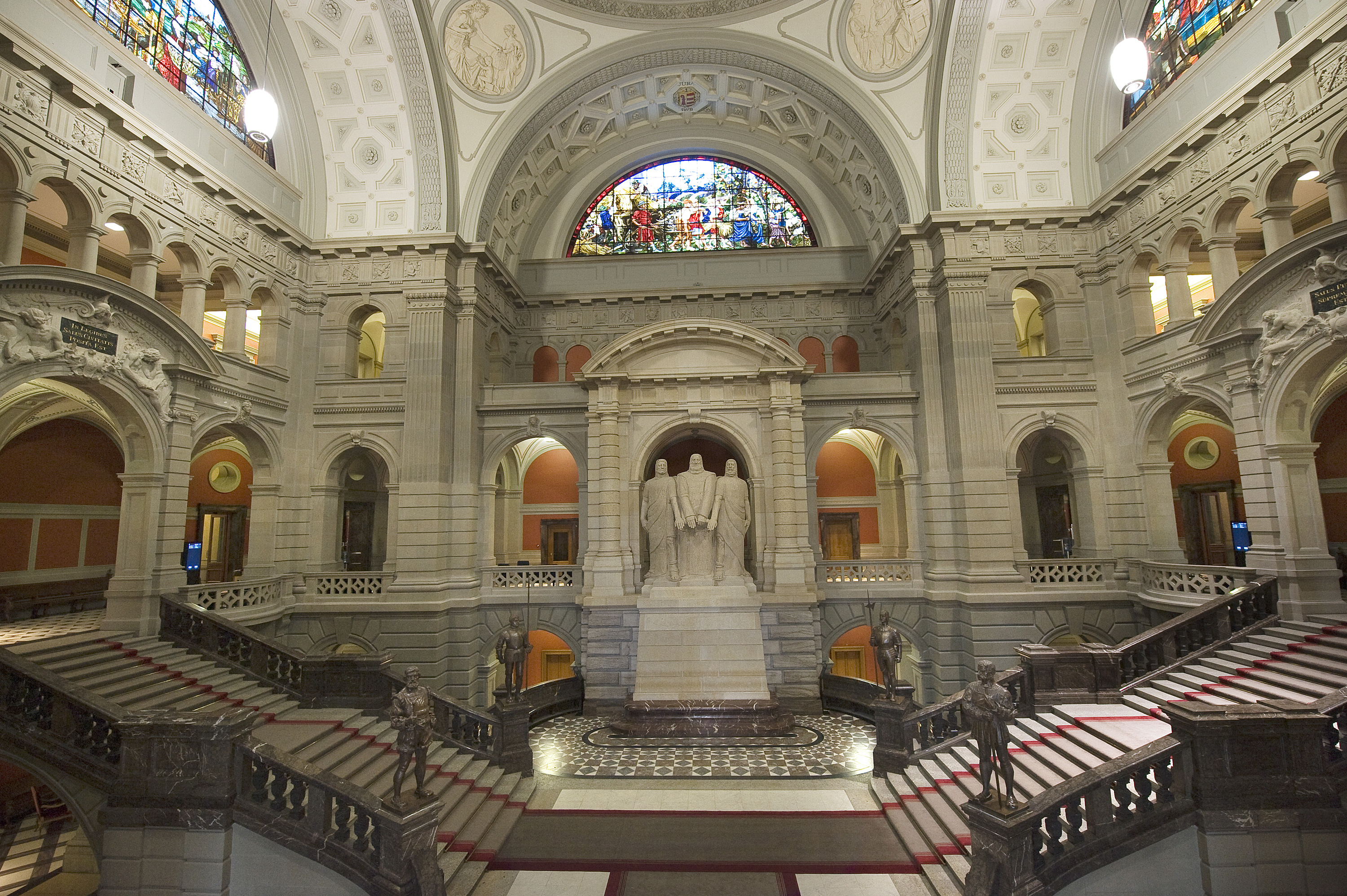
Die drei Eidgenossen in der Mitte, Die vier Landsknechte an den Treppen

Der Erschaffung der Statue ging ein langer und schwieriger Prozess voraus. Am 15. Juni 1898 schrieb der Bundesrat einen Gestaltungswettbewerb für die zu errichtende Statue in der Kuppelhalle aus, wobei Hans Wilhelm Auer, der Architekt des Bundeshauses, das Motiv bereits festgelegt hatte. Einzureichen war ein Modell von einem Zehntel der späteren Grösse. Ein halbes Jahr später schränkte die Jury das Teilnehmerfeld auf fünf Personen ein. Diese mussten ein weiteres Modell von einem Drittel der später zu errichtenden Statue erschaffen. Schliesslich erteilte die Jury im September 1899 dem Bildhauer Hermann Baldin den Auftrag.
Schon bald war das Verhältnis zwischen Jury und Künstler belastet. Nachdem sie das erste Modell kritisiert hatte, wies sie auch das zweite Modell, das im Dezember 1901 in der Kuppelhalle ausgestellt wurde, als unzureichend zurück. Sie bemängelte insbesondere die Proportionen und anatomische Ungenauigkeiten. Baldin erhielt die Anweisung, nun ein Modell mit vollständig nackten Figuren zu schaffen. Als auch dieses nicht die Zustimmung der Jury fand, wurde der Vertrag mit Baldin am 26. Juni 1902 aufgelöst. Bei der Einweihung des Bundeshauses am 1. April 1902 stand anstelle der Statue ein Knabenchor, welcher gemäss Berichten «mit viel Gefühl patriotische Lieder vortrug».
Im November 1903 beauftragte der Bundesrat direkt James Vibert, ein Gipsmodell in halber Grösse anzufertigen, das im September 1904 aufgestellt wurde. Allerdings übten die unterlegenen Wettbewerbsteilnehmer von 1898 heftige Kritik am Vorgehen des Bundesrates. Unaufgefordert sandten sie insgesamt 16 weitere Modelle zu. Eine Jury befand im Mai 1905 aber weder Viberts Modell noch die Konkurrenzmodelle für ausführbar. Die Modelle der drei Eidgenossen glichen mehr «Raufbolden eines Melodrams» oder «Opernsängern, welche mit unmöglichen Körperbewegungen das Schluss-C herausschreien». Auf keinen Fall würden sie ehrvoll die Helden der Schweizer Geschichte porträtieren. Auf Antrag Auers beschloss der Bundesrat im November 1905, die Sache vorerst auf sich beruhen zu lassen.
Nach einer Anfrage im Nationalrat im Dezember 1909 griff der Bundesrat die Angelegenheit wieder auf. Die Eidgenössische Kunstkommission schlug vor, einen Entwurf von Vibert, den dieser in der Zwischenzeit neu geschaffen hatte, auszuführen. Der Bundesrat willigte ein und erteilte Vibert am 30. Dezember 1910 den Auftrag. Etwas mehr als drei Jahre lang arbeitete er in seinem Atelier in Carrara daran. Schliesslich fand am 15. Mai 1914 die Enthüllung der Statue statt, mit über zwölfjähriger Verspätung.